# Pselliophorus tibialis
Pselliophorus tibialis là một loài chim trong họ Emberizidae.